# Théophile Behaeghel
Pour les articles homonymes, voir Behaeghel.
Théophile Behaeghel est un peintre flamand né à Dikkebus près d'Ypres en 1795 et mort à Cahors le 10 février 1858.

## Biographie
Élève de Jacques-Louis David, il fut professeur de dessin à Lectoure, département du Gers. Il exposa aux salons de Lille en 1822, n° 528, Intérieur d'une cuisine de village, 1825, n° 817, Une sœur hospitalière enseignant les enfants et au salon de Douai en 1826, n° 18, L'entrée des bains de César à Cauterets, n° 19, Un vieillard faisant sa cuisine, Effet de lumière recueilli dans les Pyrénées. 
À part ces tableaux, son œuvre peinte ou dessinée est restée assez confidentielle. On connaît de lui un portrait de Schiller gravé par Massol.

## Œuvre
- Agen, musée des Beaux-arts, Bernard Palissy dans son atelier.
- Paris, collection particulière, portrait d'un procureur, 1834.